# Patrick Hetzel
Pour les articles homonymes, voir Hetzel.
Patrick Hetzel, né le 2 juillet 1964 à Phalsbourg, est un homme politique français membre de LR et positionné sur l'aile droite de son parti, notamment en ce qui concerne les sujets de société.
Il est depuis 2012 député du Bas-Rhin (7e circonscription) et membre du groupe Droite républicaine à l'Assemblée nationale. Enseignant-chercheur de profession, il a été aussi recteur d'académie (2005-2007), conseiller du Premier ministre (2007-2008), directeur général pour l'Enseignement supérieur et l'Insertion professionnelle (DGESIP) (2008-2012), et ministre de l'Enseignement supérieur et de la Recherche du gouvernement Michel Barnier.

## Biographie
Patrick Hetzel est marié et père de deux enfants. Ses parents exploitaient l'hôtel-restaurant du Cheval Noir, au centre de Sarre-Union (Alsace),. Il a grandi dans une famille qui parlait « exclusivement l'alsacien » et a appris le français à l'école.
Diplômé de l'EM Strasbourg Business School, il obtient un doctorat en sciences de gestion en 1993 à l'université Jean-Moulin-Lyon-III et réussit l'agrégation du supérieur en sciences de gestion en 1996, ce qui lui permet d'être nommé professeur des universités sans passer par la voie de l'habilitation.

### Parcours universitaire

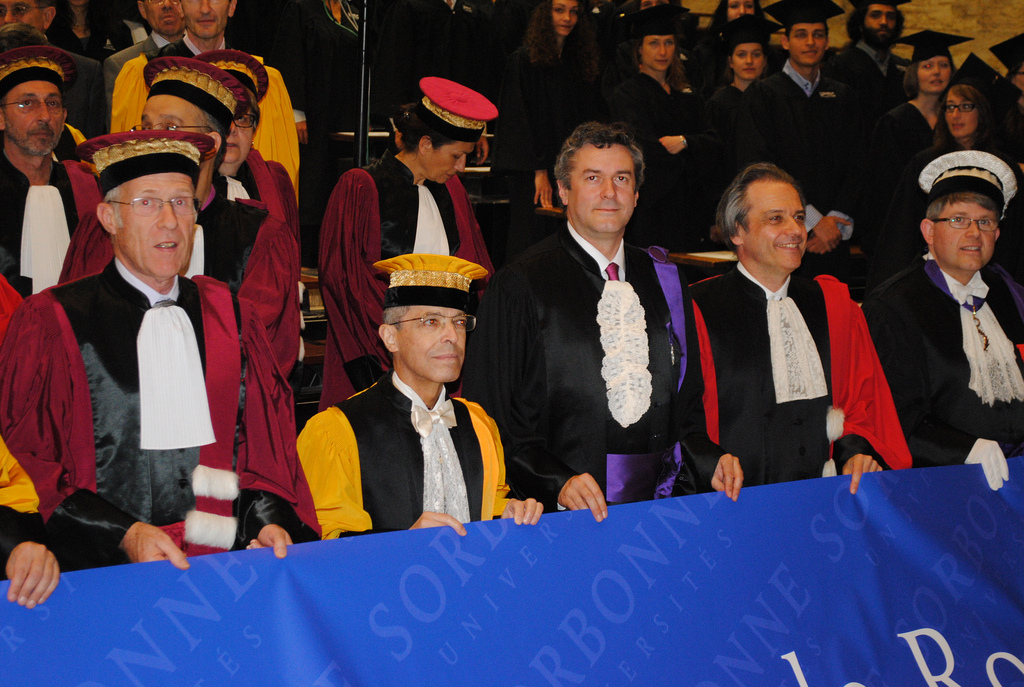
Patrick Hetzel (à droite, en gants blancs) lors de la remise des diplômes de docteurs de Sorbonne universités le 14 mai 2011.

Patrick Hetzel enseigne d'abord au sein des universités de Strasbourg et de Lyon-III. Nommé à l'université Paris-Panthéon-Assas en 1999, il y fonde et dirige le laboratoire de recherche en gestion (Largepa), ainsi que le programme doctoral en sciences de gestion. Ses thèmes de recherche sont la gestion de l'innovation et le développement de produits, le marketing et la distribution. Parallèlement, il exerce une fonction de chef du service des études de défense au sein de l'Institut des hautes études de défense nationale (IHEDN) de 2001 à 2004.[réf. nécessaire]
En 2005 il est nommé par le ministre de l'Éducation nationale, François Fillon, recteur de l'académie de Limoges, où il reste jusqu'en mai 2007.
En avril 2006 Patrick Hetzel préside une commission chargée de rapprocher l'Université et l'emploi,, installée par le Premier ministre Dominique de Villepin. Le rapport est rendu à l'automne 2006, assorti de recommandations sur l'insertion professionnelle des étudiants. Le texte évoque également la nécessité de faire évoluer la gouvernance des universités, et pose ainsi les bases de la future loi LRU (Libertés et responsabilités des universités), adoptée en 2007.

### Parcours politique

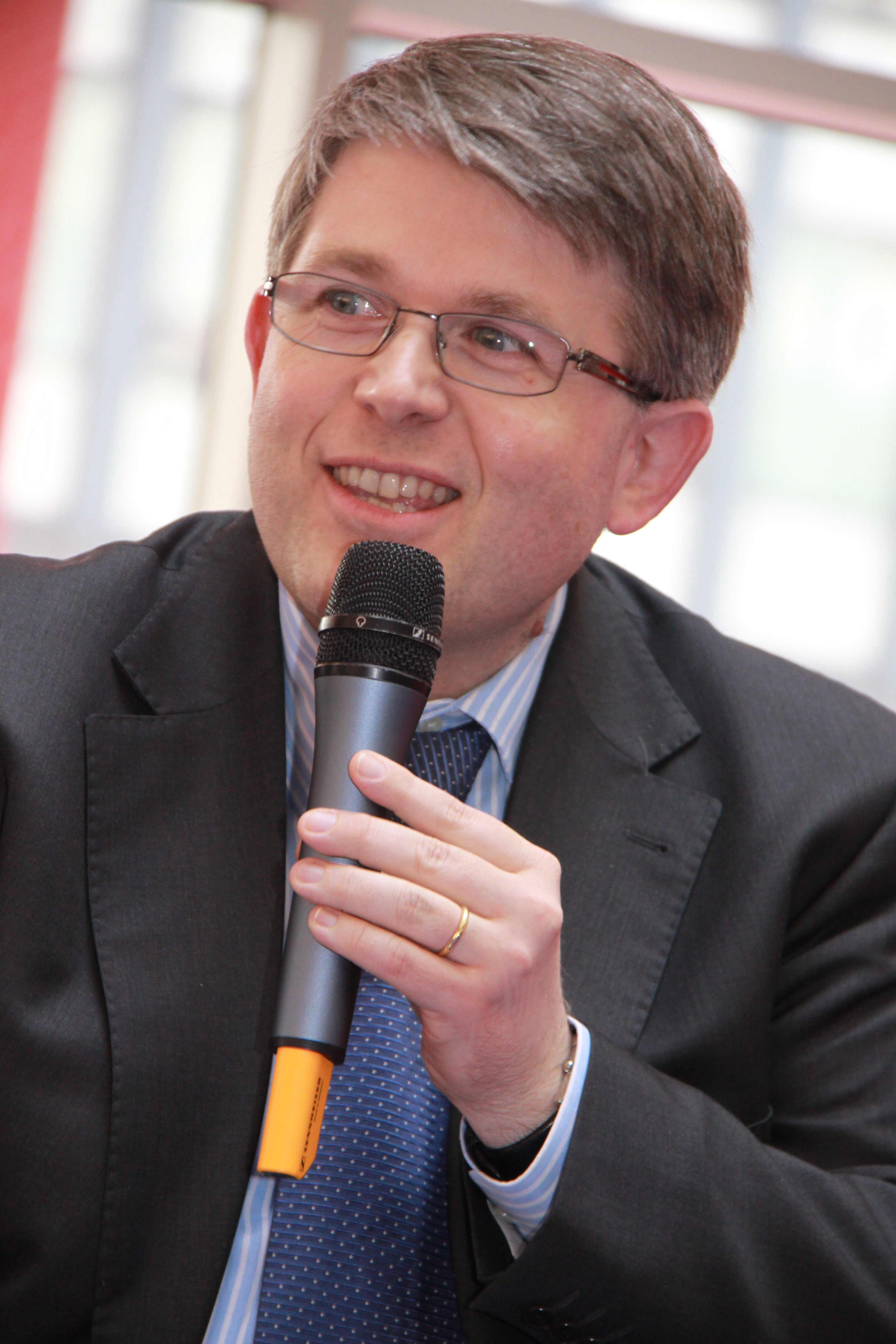
Patrick Hetzel en 2010.

De mai 2007 à août 2008, il est « conseiller éducation, enseignement supérieur et recherche » du Premier ministre, François Fillon.
Il entre alors au ministère de l'Enseignement supérieur et de la Recherche pour y devenir directeur général de l'Enseignement supérieur d'août 2008 à mars 2009, puis directeur général de l'Enseignement supérieur et de l'Insertion professionnelle (DGESIP) jusqu'en mars 2012, d'abord sous la conduite de Valérie Pécresse de 2008 à 2011, puis de Laurent Wauquiez de 2011 à mars 2012. Il est l'un des instigateurs de la loi sur l'autonomie des universités,.

#### Député de laXIVelégislature(2012-2017)
Il est candidat, investi par l'UMP, aux élections législatives de 2012 dans la septième circonscription du Bas-Rhin. Le 17 juin 2012, il remporte au second tour cette circonscription avec 57,21 % des suffrages exprimés, succédant ainsi au député sortant Émile Blessig. À l'Assemblée nationale, il devient membre de la commission des Affaires culturelles et de l'Éducation et fait partie de l'office parlementaire d'évaluation des choix scientifiques et technologiques (OPECST). Il est secrétaire national de l'UMP chargé de l'éducation entre 2013 et 2015, ainsi que membre du bureau du groupe UMP à l'Assemblée nationale entre 2014 et 2015. Entre juin et décembre 2015, il assure la direction de la campagne de Philippe Richert, candidat de la droite et du centre pour l'élection régionale en Alsace-Champagne-Ardenne-Lorraine. En janvier 2016, il rejoint la commission des Finances, de l'économie générale et du contrôle budgétaire à l'Assemblée nationale. Il est membre du Cercle Le Siècle, du Cercle de l'Ill, du Cercle Charlemagne et du Cercle des constitutionnalistes[pertinence contestée].
Il soutient François Fillon pour la primaire présidentielle des Républicains de 2016,, dont il est l'un des porte-parole nationaux.
En 2013 il s'oppose au droit de mariage entre personnes de même sexe. Il s'oppose aussi à la PMA pour les femmes seules qui - selon lui -représente de « multiples franchissements de lignes rouges éthiques » et à l'allongement du délai légal d'avortement et à l'euthanasie,.

#### Député de laXVelégislature(2017-2022)
Il est candidat à sa réélection aux élections législatives de 2017 dans la septième circonscription du Bas-Rhin, doublement investi par les Républicains et l'UDI. Le 18 juin 2017, il remporte à nouveau cette circonscription au second tour, avec un score de 62,61 % des suffrages exprimés face à Antoinette De Santis, candidate de La République en marche.
En avril 2021, il soumet avec quatre autres députés LR (Xavier Breton, Marc Le Fur, Julien Ravier et Frédéric Reiss) de nombreux amendements à la proposition de loi sur la fin de vie. Il considère que cette proposition de loi crée une rupture majeure qui nécessite un débat parlementaire plus important et plus long que ce que permet une « niche parlementaire ».
Il parraine Laurent Wauquiez pour le congrès des Républicains de 2017, scrutin lors duquel est élu le président du parti et Christian Jacob pour l'élection du président des Républicains en 2019. En novembre 2020, à la suite des élections internes du parti Les Républicains, il intègre le bureau politique.

#### Député de laXVIelégislature (2022-2024)
En vue de l'élection présidentielle de 2022, il est coresponsable du projet politique de Michel Barnier, candidat au congrès de 2021 qui doit désigner le candidat des Républicains. À la suite de la désignation de Valérie Pécresse comme candidate à l'élection présidentielle, il intègre son équipe, au sein de laquelle il est responsable de la partie enseignement supérieur du projet.
Il vote contre le droit à la procréation médicalement assistée (PMA) aux couples de femmes et aux femmes seules, ainsi que contre la constitutionnalisation de l'IVG. Il se montre par ailleurs très engagé contre le projet de loi sur la fin de vie, finalement abandonné en raison de la dissolution de l'Assemblée nationale, utilisant le dépôt massif de 549 amendements pour ralentir l'examen du texte.
En 2023, après une série de mobilisations dans les universités, il porte sans succès une proposition de loi avec d'autres députés LR visant à faire du blocage d'une université une infraction pénale. En 2024, dans un climat tendu par la guerre à Gaza, Patrick Hetzel s'associe à la députée LR Michèle Tabarot pour proposer une résolution « tendant à la création d'une commission d'enquête relative à l'entrisme idéologique et aux dérives islamo-gauchistes dans l'enseignement supérieur »,.

#### Député de laXVIIelégislature(2024)
Aux élections législatives qui suivent la dissolution de l'Assemblée nationale le 9 juin 2024 il est réélu député de la 7e circonscription du Bas-Rhin, au 2e tour, avec 54,80 % des suffrages exprimés.

#### Ministre de l'Enseignement supérieur et de la Recherche (2024)
Le 21 septembre 2024 Patrick Hetzel est nommé ministre de l'Enseignement supérieur et de la Recherche dans le gouvernement Michel Barnier. Son directeur de cabinet est Jean-Luc Moullet, jusqu'alors directeur général délégué à l'innovation du CNRS, et sa directrice adjointe est Sandrine Javelaud, jusqu'alors directrice de la communication de la ville de Limoges, qui a déjà travaillé avec Patrick Hetzel,,. Il a sous sa responsabilité Clara Chappaz, secrétaire d'État chargée de l'intelligence artificielle et du numérique. Patrick Hetzel nomme Thomas Deloeil conseiller budgétaire à l'Enseignement supérieur. Ce dernier tenait depuis mars 2024 le même rôle auprès de la ministre des Sports Amélie Oudéa-Castéra ; il a été formé à l'Ensae et à la SKEMA Business School. Le Journal officiel du 12 octobre 2024 annonce les nominations de Jules Lobry-Deblyck au poste de conseiller diplomatique et de Virginie Bonnaillie-Noël à celui de conseillère recherche, confirmant aussi les nominations de Jean-Luc Dumas comme conseiller santé et de Fabrice Larché comme chef de cabinet.

## Prises de position
Patrick Hetzel est favorable à l'autonomie des universités, et est l'un des artisans de la loi relative aux libertés et responsabilités des universités (LRU). Il est de confession protestante, qualifié de « protestant conservateur » et « traditionaliste ». Il tient des positions qualifiées de conservatrices sur les sujets sociétaux,, en particulier en matière de bioéthique.
Il s'est opposé à la constitutionnalisation de l'IVG, à la PMA pour les couples de femmes et femmes seules, ainsi qu'au mariage pour tous,,,. Il fait partie des cinq députés accusés d'obstruction parlementaire pendant les débats relatifs à « l'assistance médicalisée active à mourir », en ayant déposé près de 500 amendements,. En janvier 2024, il accuse d'autres députés d'être « les larbins de l'idéologie du Planning familial », et accuse le garde des Sceaux d'être « sous l'emprise de l'idéologie wokiste ». Dans ce contexte, il s'est opposé à la constitutionnalisation de l'IVG.
En 2016, il a présidé un colloque d'une association controversée par ses liens avec l'extrême droite, SOS Éducation, portant sur « l'autonomie des écoles ».

## Controverses

### Rapport à la science
En pleine crise sanitaire, le 2 avril 2020, Patrick Hetzel envoie une lettre ouverte à la Présidence de la République pour demander qu'on « autorise temporairement l'utilisation de l'hydroxychloroquine, de l'azithromycine et du zinc dans le traitement précoce du COVID » et apporte son soutien sans le nommer à Didier Raoult (« une équipe française référence mondiale en matière d'épidémies »),,, alors que le traitement proposé par l'IHU était déjà fortement décrié,. L'affaire refait surface quand il devient ministre de l'Enseignement supérieur en 2024,,,, devenant la plus marquante de ses prises de positions jugées idéologiquement incompatibles avec ses nouvelles fonctions. En septembre 2024, revenant sur ses positions, l'entourage de Patrick Hetzel plaide le manque de recul de l'époque sur ce traitement, bien que plusieurs chercheurs aient dénoncé les études défendant l'hydroxychloroquine et que ce traitement ne présentait pas de « preuve empirique d'efficacité » qu'il avait affirmée.
Sont soulignées d'autres prises de position « très éloignées de la rationalité scientifique », voire « antiscience »,, entre autres dans L'Express et Libération. Patrick Hetzel est un soutien régulier de l'homéopathie et des médecines alternatives, a remis en cause la politique vaccinale, et s'est opposé à l'article 4 de la loi contre les dérives sectaires, visant les personnes qui provoquent « l'abandon ou l'abstention de soins »,,. Il a cosigné une proposition de résolution pour un plan national de prise en charge de la maladie de Lyme, en mentionnant son hypothétique forme chronique, pourtant non-reconnue par la médecine,. Il a partagé en 2020 l'infox selon laquelle des euthanasies de personnes malades du Covid-19 seraient pratiquées illégalement dans des hôpitaux français par utilisation du Rivotril (clonazépam),. Libération juge que ces positions « reflètent un rapport assez particulier aux sciences, aux données issues des sciences et aux modalités de production de savoirs scientifiques », s'interrogeant sur « la rigueur scientifique, [la] compréhension du fonctionnement des sciences et de la recherche [que l'on est] en droit d'exiger d'un ministre de l'Enseignement supérieur et de la Recherche ». Sa rhétorique antisystème a aussi été dénoncée, en particulier par Pierre Ouzoulias concernant sa participation au projet de loi sur les dérives sectaires.

### Promotion sur Wikipédia
Le 27 septembre 2024 et les jours suivants, Sandrine Javelaud, directrice adjointe du cabinet de Patrick Hetzel, initie de nombreuses tentatives de caviardage de l'article Wikipédia du ministre,. Les passages visés concernent les prises de position de Patrick Hetzel qui sont décrites comme éloignées des réalités scientifiques, notamment les paragraphes traitant de son soutien au traitement du Covid-19 par l'hydroxychloroquine, pseudo-traitement préconisé par Didier Raoult.

### Participation à des événements partisans
En octobre 2024, il participe à un événement organisé à Paris par l'UNI, syndicat étudiant proche de l'extrême droite, créant l'indignation dans les rangs de la gauche et de la macronie,.

## Distinctions

### Décorations
- Chevalier de la Légion d'honneur (décret du 2 avril 2010) au titre de « professeur des universités, directeur général d'une direction du ministère ; 23 ans d'activités professionnelles »[58].
- Chevalier de l'ordre national du Mérite (décret du 15 mai 2006) au titre de « recteur d'académie ; 19 ans de services civils »[59].
- Commandeur de l'ordre des Palmes académiques, chevalier de 2005[17],[2].

### Autres distinctions
- Prix du jeune chercheur de la ville de Lyon en 1990[réf. nécessaire]
- Fellow de la Royal Society of Arts de Grande-Bretagne depuis 1997[réf. nécessaire]
- Médaille en 2003 de l'association Académie des sciences commerciales pour l'ouvrage Planète Conso : marketing expérientiel et nouveaux univers de consommation (Éditions d'organisation)[60]
- Bretzel d'or en 2012 dans la catégorie « Économie »[2]

## Publications
- Planète Conso : marketing expérientiel et nouveaux univers de consommation, Paris, Éditions d'organisation, 2002, VIII-380 p. (ISBN 2-7081-2660-1).
- Le marketing relationnel, Paris, Presses universitaires de France, coll. « Que sais-je ? » (no 2063), 1er juin 2004, 128 p. (ISBN 2-13-054270-0).
- De l'Université à l'Emploi : rapport final de la Commission du débat national Université-Emploi, Paris, La Documentation française, coll. « Collection des rapports officiels », 24 octobre 2006, 112 p. (ISBN 978-2-11-006379-3, lire en ligne).

## Pour approfondir